# Anton Brinckman
Pour les articles homonymes, voir Brinckman.
Anton Brinckman né le 2 avril 2000, est un joueur allemand de hockey sur gazon. Il évolue au poste de gardien de but au Harvestehuder THC et avec l'équipe nationale allemande.

## Carrière
Il a débuté en équipe première le 17 février 2022 contre l'Afrique du Sud à Potchefstroom lors de la Ligue professionnelle 2021-2022.

## Palmarès
- : 1er à l'Euro U21 en 2019
- : 2e à la Coupe du monde U21 en 2021